# مارتن هولي
مارتن هولي (بالإنجليزية: Martin Holley)‏ هو عالم عقيدة أمريكي، ولد في 31 ديسمبر 1954 في بينساكولا في الولايات المتحدة.